# Gary Erskine
Pour les articles homonymes, voir Erskine.
Gary Erskine, né le 23 octobre 1968 à Paisley (Écosse), est un dessinateur de comics britannique.

## Biographie
Gary Erskine naît en 1968 à Paisley (Écosse). Il suit des études d'art avant de commencer une carrière de dessinateur de comics en 1988 lorsque la division anglaise de Marvel Comics l'engage pour dessiner Knights of Pendragon. Il réalise plusieurs comics pour cet éditeur avant de travailler pour le magazine 2000 AD. Là il dessine des épisodes de Judge Dredd et Flesh. En 1993, il dessine le graphic novel Lord of Misrule publié par Tundra Publishing. Par la suite il réalise des comics pour DC Comics, Dark Horse Comics, Malibu Comics. À partir des années 2000 il travaille beaucoup pour DC Comics sur des séries comme Hellblazer, Authority, etc. En 2007, il dessine la série Dan Dare publié par Virgin Comics.

## Œuvre

### Albums publiés en français
- The Authority, Semic, collection Semic Books
Intégrale IV, scénario de Mark Millar et Tom Peyer, dessins de Gary Erskine, Arthur Adams et Dustin Nguyen, 2004  (ISBN 2-84857-074-1)
- The Authority, Panini Comics, collection Wildstorm Deluxe
  1.  Volume 2, scénario de Mark Millar, dessins de Gary Erskine, Arthur Adams, Chris Weston et Frank Quitely, 2011  (ISBN 978-2-8094-1918-4)
- Captain America, Panini Comics, collection 100% Marvel
  1.  Théâtre de guerre, scénario de Paul Jenkins, dessins de Gary Erskine, Elia Bonetti, Fernando Blanco et John McCrea, 2010  (ISBN 978-2-8094-1325-0)
- Histoires de guerre, Panini Comics, collection Vertigo Cult
  1. Tome 1, Scénario de Garth Ennis, dessins de Gary Erskine, Chris Weston, David Lloyd, John Higgins et Dave Gibbons, 2011  (ISBN 978-2-8094-1917-7)
- Star Wars - X-Wing Rogue Squadron, Delcourt, collection Contrebande
  1.  Requiem pour un pilote, scénario de Michael A. Stackpole, Mike Barr et Jan Strnad, dessins de Gary Erskine, 2010  (ISBN 978-2-7560-2114-0)
- Starman omnibus, scénario de James Robinson, Panini Comics, collection DC Omnibus
  1. Volume 1, dessins d'Amanda Conner, Chris Sprouse, Tommy Lee Edwards, Stuart Immonen, Teddy Kristiansen, Matt Smith, Gary Erskine, Tony Harris et Andrew Robinson, 2009  (ISBN 978-2-80940-861-4)

### Albums publiés en anglais
- The Authority, DC Comics, collection Wildstorm
Transfer of Power, scénario de Keith Giffen et Tom Peyer, dessins de Gary Erskine, Arthur Adams, Simon Bisley et Dustin Nguyen, 2002  (ISBN 978-1-401-20020-6)
- Blaze, Marvel Comics
  1.  Interview with a Biker, scénario de Larry Hama, dessins de Gary Erskine, 1995
  2. A pale Fire gleaming, scénario de Larry Hama, dessins de Gary Erskine, 1995
  3. A Blaze of Glory, scénario de Larry Hama, dessins de Gary Erskine, 1995
- Hellblazer, DC Comics, collection Vertigo
  1.  Ashes and honey 1/2, scénario de Darko Macan, dessins de Gary Erskine, 2000
  2. Ashes and honey 2/2, scénario de Darko Macan, dessins de Gary Erskine, 2000
- Starman, scénario de James Robinson, DC Comics
  1.  Absolution in Blood, dessins de Gary Erskine, 1998

The Starman Omnibus volume 1, dessins de Christian Hojgaard, Amanda Conner, Chris Sprouse, Kim Hagen, Bjarne Hansen, Tommy Lee Edwards, Andrew Robinson, Tony Harris, Gary Erskine, Teddy Kristiansen et Matt Smith, 2008  (ISBN 978-1-40121-699-3)
The Starman Omnibus volume 2, dessins de Gary Erskine, John Watkiss, Matt Smith, Wade Von Grawbadger, Steve Yeowell, Craig Hamilton, Tony Harris, Bret  Blevins, J.H. Williams III et Guy Davis, 2009  (ISBN 978-1-401-22194-2)
The Starman Omnibus volume 4, co-scénario de Jerry Ordway, dessins de Tony Harris, Tim Burgard, Mike Mayhew, Steve Sadowski, Dusty Abell, Mike Mignola, Peter Krause, Gary Erskine, Wade Von Grawbadger, Gene Ha et John Lucas  (ISBN 978-1-401-22596-4)
- Terminator 2: Nuclear Twilight , scénario de Mark Paniccia, dessins de Gary Erskine, Malibu Comics
  1.  The Programming of Fate, 1996
  2. Warchild, 1995
  3. Suicide Mission, 1995
  4. Dead Men Walking, 1996
  5. Father's Day,1996
- The Unwritten, scénario de Mike Carey, DC Comics, collection Vertigo
Tommy Taylor and the War of Words, dessins de Gary Erskine, M.K. Perker, Rick Geary, Gabriel Hernandez, Michael Wm. Kaluta, Bryan Talbot et Peter Gross, 2012  (ISBN 978-1-401-23560-4)
- Vermillion, scénario de Lucius Shepard, DC Comics, collection Helix
  1.  Lord Iron and Lady Manganese: The Library, dessins de Gary Erskine, 1997
  2. Lord Iron and Lady Manganese: A Little Light Reading, dessins de Gary Erskine, 1997
  3. Lord Iron and Lady Manganese: The Seahorse Room, dessins de Gary Erskine, 1997
  4. Three Dreams and Two Stories, dessins de Gary Erskine, 1997
- War Stories, scénario de Garth Ennis, DC Comics, collection Vertigo
  1. War Stories 1/2, dessins de David Lloyd, Gary Erskine, John Higgins, Dave Gibbons et Chris Weston, 2004  (ISBN 978-1-401-20328-3)
  2. War stories 2/2, dessins de David Lloyd, Gary Erskine, Carlos Ezquerra et Cam Kennedt, 2006  (ISBN 978-1-401-21039-7)
- Wolverine and The Punisher: Damaging Evidence, scénario de Carl Potts, dessins de Gary Erskine, Marvel Comics
  1. Book 1, 1993
  2. Book 2, 1993
  3. Book 3, 1993